# Herres (Sevn Alias)
Herres is een lied van de Nederlandse rapper Sevn Alias. Het werd in 2019 als single uitgebracht.

## Achtergrond
Herres is geschreven door Sevaio Mook en Bryan du Chatenier en geproduceerd door Trobi. Het is een lied uit het genre nederhop. Het lied is een ode aan voetbalclub Ajax. De rapper die naar eigen zeggen al zijn hele leven Ajax-fan is, schreef het lied tijdens het successeizoen van 2018/19, waarin de club de halve finale van de Champions League behaalde. De titel van het lied is een woord uit de straattaal dat een betekenis heeft als "iets kapotmaken". Sevn Alias schreef het lied als vermaak en deelde een stukje op sociale mediaplatform Instagram. Hierop benaderde de voetbalclub de rapper en werd in samenwerking met Ajax het volledige lied uitgebracht. Voor de videoclip werden beelden van Sevn Alias in de Johan Cruijff ArenA opgenomen en zijn beelden van Champions League-wedstrijden van Ajax te zien. 
In de tekst van het lied worden meerdere toenmalige voetballers van Ajax bezongen. Dit zijn Nicolás Tagliafico, David Neres, Frenkie de Jong, Dušan Tadić, Hakim Ziyech, Jurgen Ekkelenkamp, Noa Lang, Klaas-Jan Huntelaar en Daley Blind. 
Het lied was een grote hit bij fans van Ajax en werd zo veel beluisterd dat het de platina status kreeg. Sevn Alias gaf een kopie van zijn platina plaat aan voetballer David Neres. Ook bij de spelers van Ajax was het lied populair; na de gewonnen bekerfinale tegen Willem II werden beelden gedeeld van de spelers die feestvierden op het lied.

## Hitnoteringen
De rapper had succes met het lied in de hitlijsten van het Nederlands taalgebied. Het lied piekte op de tweede plaats van de Single Top 100 en stond achttien weken in deze lijst. De Top 40 werd niet bereikt, maar het kwam tot de eerste plek van de Tipparade. Ook in de Vlaamse Ultratop 50 was er geen notering; hier kwam het tot de elfde plaats van de Ultratip 100.